# Бессмертный, Дмитрий Сергеевич
Дмитрий Сергеевич Бессмертный (бел. Дзмітрый Сяргеевіч Бяссмертны; род. 3 января 1997, Минск) — белорусский футболист, полузащитник клуба «Кубань».

## Клубная карьера

### «Минск»
Воспитанник футбольной академии «Минска». Первым тренером футболиста был Владимир Киреенко. В 2014 году футболист стал выступать за дублирующий состав, в котором очень быстро по итогу закрепился. По итогу сезона футболист стал обладателем Кубка дублёров. За основную команду минского клуба футболист дебютировал 17 июня 2015 года в матче против жодинского «Торпедо-БелАЗ», выйдя на замену на 76 минуте. Затем на протяжении сезона футболист оставался игроком дублирующего состава, вместе с которым стал победителем первенства дублёров.
В начале 2016 года футболист начал готовиться к новому сезону с основной командой клуба. Первый матч сыграл 19 марта 2016 года в рамках Кубка Беларуси против солигорского «Шахтёра». Первый матч в чемпионате сыграл 2 апреля 2016 года против «Витебска». В следующем матче 10 апреля 2016 года против брестского «Динамо» футболист забил свой дебютный гол. Футболист закрепился в основной команде столичного клуба, однако преимущественно появлялся на поле со скамейки запасных. По итогу сезона футболист отличился 2 забитыми голами и 2 результативными передачами ов всех турнирах, завершив чемпионат на 4 итоговом месте.
Новый сезон футболист начал с четвертьфинального матча Кубка Беларуси 15 марта 2017 года против борисовского БАТЭ. В ответном матче 19 марта 2023 года футболист отличился результативной передачей, однако борисовский БАТЭ по сумме матчей оказался сильнее. Первый матч в чемпионате сыграл 1 апреля 2017 года против брестского «Динамо». Первым голом за клуб отличился 15 июня 2017 года в матче против гродненского «Немана». На протяжении сезона футболист стал одним из ключевых игроков стартового состава клуба, однако закончил чемпионат в конце турнирной таблицы.
Первый матч в новом сезоне футболист сыграл 30 марта 2018 года против минского «Луча». Первым результативным действием за клуб отличился 21 апреля 2018 года в матче против жодинского «Торпедо-БелАЗ», отдав голевую передачу. В следующем матче 27 апреля 2018 года против брестского «Динамо» забил свой первый гол в сезоне. В матче 26 мая 2018 года против минского «Торпедо» футболист отличился забитым дублем. По итогу сезона футболист с 4 забитыми голами и 4 результативными передачами стал лучшим игроком «Минска» в сезоне 2018 года. В январе 2019 года футболист покинул клуб.

### БАТЭ

#### Сезон 2019
В январе 2019 года футболист перешёл в борисовский БАТЭ. В феврале 2019 года футболист вместе с клубом отправился на матч плей-офф Лиги Европы УЕФА против лондонского «Арсенала». Дебютировал за клуб 2 марта 2019 года в матче за Суперкубок Беларуси против брестского «Динамо», которое по итогу оказалось сильнее. Затем в рамках четвертьфинальных матчей Кубка Беларуси против «Ислочи» также выходил на замену под конец основного времени, однако по сумме встреч вылетели с розыгрыша турнира. На начало чемпионата футболист выступал в основной за дублирующий состав. В июле 2019 года вфутболист вместе с клубом отправился на квалификационные матчи Лиги чемпионов УЕФА, а позже и на квалификационные матчи Лиги Европы УЕФА. Первым результативным действием за клуб отличился 3 августа 2019 года в матче Кубка Беларуси против минского «Торпедо», отдав голевую передачу. Первый матч за основную команду в чемпионате сыграл 25 августа 2019 года против мозырской «Славии». В середине октября 2019 года футболист стал основным правым защитником клуба из-за выбывшего Алексея Риоса, получившего травму. По окончании сезона футболист стал серебряным призёром Высшей Лиги. Сам футболист отличился 2 результативными передачами в своём активе.

#### Сезон 2020
Новый сезон футболист начал 14 марта 2020 года с ответного четвертьфинального матча Кубка Беларуси против минского «Динамо». Первый матч в чемпионате сыграл 19 марта 2020 года против «Энергетика-БГУ». Принял участие в ответном полуфинальном матче Кубка Беларуси 29 апреля 2020 года против мозырской «Славии», выйдя по итогу в финал турнира. Первым результативным действием за клуб отличился 10 мая 2020 года в матче против «Смолевичей», отдав голевую передачу. Стал обладателем Кубка Беларуси, победив в финале 24 мая 2020 года брестское «Динамо», где сам футболист весь матч провёл на скамейке запасных. Матч 23 августа 2020 года против гродненского «Немана» стал для футболиста 100 в рамках Высшей Лиги. Дебютный гол за клуб забил 29 августа 2020 года в матче нового розыгрыша Кубка Беларуси против микашевичского «Гранита». В сентябре 2020 года вместе с клубом отправился на квалификационный матч Лиги Европы УЕФА, где борисовский клуб уступил софийскому ЦСКА. На протяжении сезона футболист был одним из основных игроков основной команды, однако преимущественно появлялся на поле со скамейки запасных, отличившись забитым голом и результативной передачей во всех турнирах. Стал серебряным призёром Высшей Лиги.

#### Сезон 2021
В феврале 2021 года футболист продлил контракт с борисовским клубом. В начале нового сезона 2 марта 2021 года проиграл в матче за Суперкубок Беларуси, в серии пенальти уступив солигорскому «Шахтёру», однако сам футболист остался на скамейке запасных. Первый матч в сезоне сыграл 7 марта 2021 года в рамках четвертьфинала Кубка Беларуси против «Витебска», отличившись результативной передачей. Первый матч в чемпионате сыграл 20 марта 2021 года против брестского «Динамо», выйдя на замену на 83 минуте. В ответном четвертьфинальном матче 7 апреля 2021 года против «Витебска» отличился забитым голом и помог клубу выйти в полуфинал Кубка Беларуси. В рамках полуфинальных матчей против жодинского «Торпедо-БелАЗ» принял участие в обеих встречах и помог борисовскому клубу выйти в финал. Стал обладателем Кубка Беларуси, победив в финале 23 мая 2021 года «Ислочь», где футболист остался на скамейке запасных. В июле 2021 года футболист вместе с клубом отправился на квалификационные матчи Лиги конференций УЕФА. Дебютировал в рамках еврокубкового турнира 22 июля 2021 года в матче против батумского «Динамо». Свой дебютный гол в Высшей Лиге забил 2 августа 2021 года в матче против «Гомеля». По итогу сезона футболист стал трёхкратным серебряным призёром Высшей Лиги.

#### Сезон 2022
Новый сезон за клуб начал с победы 5 марта 2022 года за Суперкубок Беларуси, победив солигорский «Шахтёр». Первым результативным действием отличился 13 марта 2022 года в ответном четвертьфинальном матче Кубка Беларуси против жодинского «Торпедо-БелАЗ», отдав голевую передачу и по итогу выйдя в полуфинал. Первый матч в чемпионате сыграл 20 марта 2022 года против мозырской «Славии», отличившись первыми забитыми голами, оформив дубль. По итогу тура футболист также получил звание лучшего игрока. В апреле 2022 года футболист продлил контракт с борисовским клубом до конца 2023 года. В матче 27 апреля 2022 года в рамках ответной встречи полуфинального матча Кубка Беларуси победил гродненский «Неман», отличившись результативной передачей и вышел в финал турнира. В финале за Кубок Беларуси проиграл «Гомелю». В июле 2021 года футболист вместе с клубом отправился на квалификационные матчи Лиги конференций УЕФА. Первый матч в рамках еврокубкового турнира сыграл 21 июля 2022 года против турецкого «Коньяспор». В декабре 2022 года получил награду лучшего гола в ноябре 2022 года в матче против «Энергетика-БГУ». По итогу сезона футболист стал бронзовым призёром Высшей Лиги. Также футболист закончил сезон с отметкой в 100 матчей проведённых за БАТЭ во всех турнирах.

#### Сезон 2023
В начале 2023 года футболист приступил к подготовке новому сезону с борисовским клубом. Первый матч сыграл 4 марта 2023 года в рамках четвертьфинала Кубка Беларуси против бобруйской «Белшины». Затем в марте 2023 года футболист, по информации источников, покинул борисовский клуб в связи с запретом от Министерства спорта Беларуси выступать в Высшей Лиге. Позже футболист официально не попал в заявку клуба на сезон. В июле 2023 года футболист в своих социальных сетях сообщил, что официально покидает борисовский клуб. Вскоре в БАТЭ официально объявили о расставании с футболистом. Всего провёл за клуб 100 официальных матчей во всех турнирах, в которых успел отличился 10 забитыми голами и 16 результативными передачами.

### «Актобе»
В августе 2023 года футболист перешёл в казахстанский клуб «Актобе». Дебютировал за клуб 6 августа 2023 года в матче против «Кайрата», выйдя на замену на 85 минуте. В августе 2023 года футболист вместе с клубом отправился на квалификационные матчи Лиги конференций УЕФА. Первый матч в рамках еврокубкового турнира сыграл 10 августа 2023 года против румынского клуба «Сепси». Первым результативным действием за клуб отличился 13 августа 2023 года в матче против клуба «Аксу», отдав голевую передачу. По итогу ответного квалификационного матча 17 августа 2023 года румынский «Сепси» оказался сильнее и прошёл в следующий раунд. За сезон футболист провёл всего лишь 7 матчей во всех турнирах, отличившись своей единственной результативной передачей, преимущественно выходя на поле со скамейки запасных. По итогу своего дебютного сезона футболист стал бронзовым призёром чемпионата.
Новый сезон футболист начал 1 марта 2024 года с матча против клуба «Кайсар», выйдя на замену на 91 минуте. В декабре 2024 года покинул команду, проведя за нее 22 матча. Впоследствии стал игроком «Кубани» из третьего российского дивизиона. В июле 2025 года покинул клуб из Краснодара по соглашению сторон. Провел за клуб 18 матчей, в которых забил один гол.

## Карьера в сборной

### Молодёжная карьера
В июле 2013 года футболист получил вызов в юношескую сборную Беларуси до 17 лет. Дебютировал за сборную в товарищеских матчах против сверстников из Латвии. В январе 2015 года дебютировал за юношескую сборную Беларуси до 18 лет в матче против Латвии. В матче 8 января 2015 года против Словении вышел на поле с капитанской повязкой. В марте 2015 года футболист получил вызов в юношескую сборную Беларуси до 19 лет. Дебютировал за сборную 18 марта 2015 года в матче против сборной Черногории. Осенью 2015 года в составе сборной принимал участие в квалификационном раунде чемпионата Европы.
В январе 2016 года вместе с молодёжной сборной Беларуси отправился на Кубке Содружества в Санкт-Петербурге. Дебютировал за сборную 17 января 2016 года в матче против Кыргызстана. Дебютный гол за сборную забил 25 марта 2017 года в матче против Литвы, также отличившись результативной передачей. Дважды вместе со сборной принимал участие в квалификационных матчах молодёжного чемпионата Европы.

### Национальная сборная
В ноябре 2019 года футболист вместе с национальной сборной Беларуси отправился на квалификационный матч Чемпионата Европы. Дебютировал за сборную 16 ноября 2019 года в матче против сборной Германии, заменив на 84 минуте Павла Нехайчика. Первым результативным действием за сборную отличился в товарищеском матче 26 марта 2022 года против Индии, отдав голевую передачу.

## Статистика
| Сезон | Дивизион | Клуб   | Страна          | Матчи | Голы |
| ----- | -------- | ------ | --------------- | ----- | ---- |
| 2014  | дубль    | Минск  | Флаг Беларуси   | 1     | 0    |
| 2015  | Д1       | Минск  | Флаг Беларуси   | 1     | 0    |
| 2016  | Д1       | Минск  | Флаг Беларуси   | 18    | 1    |
| 2017  | Д1       | Минск  | Флаг Беларуси   | 28    | 1    |
| 2018  | Д1       | Минск  | Флаг Беларуси   | 30    | 4    |
| 2019  | Д1       | БАТЭ   | Флаг Беларуси   | 8     | 0    |
| 2020  | Д1       | БАТЭ   | Флаг Беларуси   | 20    | 0    |
| 2021  | Д1       | БАТЭ   | Флаг Беларуси   | 16    | 1    |
| 2022  | Д1       | БАТЭ   | Флаг Беларуси   | 28    | 5    |
| 2023  | Д1       | Актобе | Флаг Казахстана | 5     | 0    |
| 2024  | Д1       | Актобе | Флаг Казахстана | 22    | 0    |

## Достижения
БАТЭ
- Обладатель Кубка Беларуси: 2019/20, 2020/21
- Обладатель Суперкубка Беларуси: 2022

«Актобе»
- Бронзовый призёр чемпионата Казахстана (2): 2023, 2024
- Обладатель кубка Казахстана: 2024